# Zug Open 2025
Il Zug Open 2025 è stato un torneo maschile di tennis professionistico. È stata la 4ª edizione del torneo, facente parte della categoria Challenger 125 nell'ambito dell'ATP Challenger Tour 2025, con un montepremi di 181 000 €. Si è giocato dal 21 al 27 luglio 2025 sui campi in terra rossa del Tennisclub Zug di Zugo, in Svizzera.

## Partecipanti

### Teste di serie
| Nazionalità | Giocatore                  | Ranking* | Testa di serie |
| ----------- | -------------------------- | -------- | -------------- |
| Ungheria    | Zsombor Piros              | 166      | 1              |
| Svizzera    | Marc-Andrea Hüsler         | 170      | 2              |
| Francia     | Calvin Hemery              | 171      | 3              |
| Francia     | Harold Mayot               | 178      | 4              |
| Italia      | Francesco Maestrelli       | 179      | 5              |
| Argentina   | Santiago Rodríguez Taverna | 188      | 6              |
| Argentina   | Facundo Díaz Acosta        | 189      | 7              |
| Libano      | Benjamin Hassan            | 196      | 8              |

* Ranking al 14 luglio 2025.

### Altri partecipanti
I seguenti giocatori hanno ricevuto una wild card per il tabellone principale:
- Henry Bernet
- Mika Brunold
- Kilian Feldbausch

Il seguente giocatore è entrato in tabellone come special exempt:
- Lukáš Klein

I seguenti giocatori sono entrati in tabellone come alternate:
- Geoffrey Blancaneaux
- Lorenzo Giustino

I seguenti giocatori sono passati dalle qualificazioni:
- Román Andrés Burruchaga
- Maximilian Neuchrist
- Jakub Paul
- Rémy Bertola
- Petr Brunclík
- Stefanos Sakellaridis

## Punti e montepremi
| Torneo    | Torneo              | V      | F      | SF    | QF    | 2T    | 1T    | Q | Q2  | Q1  |
| Singolare | Punti               | 125    | 64     | 35    | 16    | 8     | 0     | 5 | 3   | 0   |
| Singolare | Premi in denaro (€) | 25 740 | 15 150 | 9 015 | 5 235 | 3 055 | 1 890 | – | 710 | 355 |
| Doppio    | Punti               | 125    | 64     | 35    | 16    | –     | 0     | – | –   | –   |
| Doppio    | Premi in denaro (€) | 8 420  | 4 900  | 2 940 | 1 750 | –     | 990   | – | –   | –   |

## Campioni

### Singolare
Lukáš Klein ha sconfitto in finale  Harold Mayot con il punteggio di 6–2, 6(4)–7, 6–4.

### Doppio
Finale cancellata a causa del maltempo.